# Видео на захтев
Видео на захтев (енгл. Video on demand — VOD) је систем за дистрибуцију медија који дигитално на захтев корисника омогућава приступ телевизијским серијама и филмовима. Овим мултимедијалним садржајима се приступа без традиционалног уређаја за репродукцију и типичног статичког распореда емитовања, нарочито откако су интернет и ИПТВ технологије постале истакнуте, а кулминирале су доласком видеа на захтев и ОТТ на телевизорима и личним рачунарима.
Стриминг се јавља као све популарнији медиј видеа на захтев. Данас у овој области предњаче платформе Netflix, Amazon Prime Video, Disney+, Max, Paramount+ и Peacock, које корисницима нуде месечне претплате на свој садржај. Њима је приступ могућ преко традиционалног сет-топ бокса, али и преносивих уређаја као што су рачунар, смартфон или таблет.

## Делимичан видео на захтев
Делимичан видео на захтев (енг. Near Video on demand) је инжењерска апроксимација видеа на захтев. Принцип на коме се базира је чињеница да је највише захтева присутно за најпопуларније наслове. Око 80% захтева је везано за врхунских 20% (или чак мање) наслова. Тако је прва инжењерска апроксимација ограничавање броја наслова. Следеће је ограничавање фреквенције приступа. Тако уместо да свако бира видео према сопственом захтеву, најпопуларнији филмови ће се емитовати на више канала. У Time Warner Quantum систему у Квинсу у Њујорку пет врхунских наслова се емитује на сваких пола сата. Према томе, максимално време чекања је пола сата. Како филмови трају приближно 2 сата, сваки филм захтева 4 канала. Quantum кабловски систем има око 150 аналогних канала и пропусни опсег од 1 GHz.